# بامفيليا

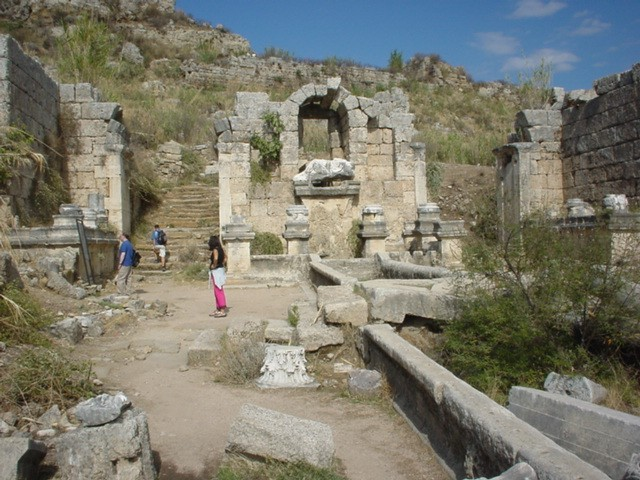

إقليم في الجنوب الغربي لآسيا الصغرى يحده شرقا كيليكيا ومن الغرب ليكيا وشمالا ليكاونيا وبيسيديا وهو شريط ساحلي ضيق تحده الجبال، وسكانه الذين يشكلون خليطا من أهله البدائيين والمهاجرين الكيليكيين والإغريق لم يكونوا هوية سياسية منفصلة حيث خضعوا للعديد من الفاتحين وفي القرن الأول قبل الميلاد كانوا ضمن القراصنة في البحر المتوسط، ولاحقا في العهد الروماني وأصبحوا ضمن إقليم ليكيا كانوا أكثر تأثرا بالثقافة الإغريقية.